# Киньоло-По
Киньоло-По (итал. Chignolo Po) — коммуна в Италии, находится в регионе Ломбардия, подчиняется административному центру Павия.
Население составляет 3231 человек, плотность населения составляет 139,8 чел./км². Занимает площадь 23 км². Почтовый индекс — 27013. Телефонный код — 0382.
Покровителем коммуны почитается священномученик Лаврентий, архидиакон, празднование 10 августа.